# Vláda Boruta Pahora
Vláda Boruta Pahora funguje ve Slovinsku v období od 21. listopadu 2008. V průběhu roku 2011 došlo k demontáži dosavadní vládní koalice, v září pak Pahor navrhl Státnímu shromáždění ke jmenování nové ministry. Dne 20. září 2011 však proti jmenování ministrů hlasovalo 51 poslanců (poslanci Slovinské demokratické strany, Slovinské lidové strany, Slovinské národní strany, DeSUSu a šest poslanců strany Zares), což znamenalo pád slovinské vlády. Na konci září 2011 oznámil slovinský prezident Danilo Türk, že 21. října rozpustí Státní shromáždění a předčasné volby vyhlásí na 4. prosince 2011. V pátek 21. října 2011 minutu po půlnoci tak i učinil.

## Koalice
- Socialni demokrati (SD)[4]
- Zares – Nova politika[4] do června 2011[5]
- Demokratična stranka upokojencev Slovenije (DeSUS)[4] do 9. května 2011[6]
- Liberalna demokracija Slovenije (LDS)[4]

## Složení
| Funkce                                                                    | Jméno a příjmení      | Období                         | Reference     |
| ------------------------------------------------------------------------- | --------------------- | ------------------------------ | ------------- |
| předseda vlády                                                            | Borut Pahor           | od 21. 11. 2008                | [ 4 ]         |
| ministr dopravy                                                           | dr. Patrick Vlačič    | od 21. 11. 2008                | [ 4 ]         |
| ministr financí                                                           | dr. Franc Križanič    | od 21. 11. 2008                | [ 7 ]         |
| ministr hospodářství                                                      | dr. Matej Lahovnik    | 21. 11. 2008 – 8. 7. 2010      | [ 8 ] [ 9 ]   |
| ministr hospodářství                                                      | mag. Darja Radić      | 16. 7. 2010 – 27. 6. 2011      | [ 10 ] [ 5 ]  |
| ministr hospodářství                                                      | mag. Mitja Gaspari    | od 11. 7. 2011                 | [ 11 ]        |
| ministr kultury                                                           | Majda Širca           | 21. 11. 2008 – 27. 6. 2011     | [ 12 ] [ 5 ]  |
| ministr kultury                                                           | dr. Boštjan Žekš      | od 11. 7. 2011                 | [ 11 ]        |
| ministr obrany                                                            | dr. Ljubica Jelušič   | od 21. 11. 2008                | [ 13 ]        |
| ministr práce, rodiny a sociálních věcí                                   | dr. Ivan Svetlik      | od 21. 11. 2008                | [ 14 ]        |
| ministr spravedlnosti                                                     | Aleš Zalar            | od 21. 11. 2008                | [ 15 ]        |
| ministr školství a sportu                                                 | dr. Igor Lukšič       | od 21. 11. 2008                | [ 16 ]        |
| ministr veřejné správy                                                    | Irma Pavlinič-Krebs   | 21. 11. 2008 – 27. 6. 2011     | [ 17 ] [ 5 ]  |
| ministr veřejné správy                                                    | Borut Pahor           | od 11. 7. 2011                 | [ 11 ]        |
| ministr vnitra                                                            | Katarina Kresal       | 21. 11. 2008 – 2. 9. 2011      | [ 18 ] [ 19 ] |
| ministr vnitra                                                            | Aleš Zalar            | od 2. 9. 2011                  | [ 19 ]        |
| ministr vysokého školství, vědy a techniky                                | Gregor Golobič        | 21. 11. 2008 – 2./4. 6. 2011   | [ 20 ] [ 21 ] |
| ministr vysokého školství, vědy a techniky                                | dr. Igor Lukšič       | od 23. 6. 2011                 | [ 22 ]        |
| ministr zahraničních věcí                                                 | Samuel Žbogar         | od 21. 11. 2008                | [ 23 ]        |
| ministr zdravotnictví                                                     | Borut Miklavčič       | 21. 11. 2008 – 7. 4. 2010      | [ 24 ]        |
| ministr zdravotnictví                                                     | Dorijan Marušič       | od 7. 4. 2010                  | [ 25 ]        |
| ministr zemědělství, lesnictví a potravinářství                           | dr. Milan Pogačnik    | 21. 11. 2008 – 18./29. 3. 2010 | [ 26 ]        |
| ministr zemědělství, lesnictví a potravinářství                           | dr. Henrik Gjerkeš    | 29. 3. 2010 – 5. 5. 2010       | [ 27 ] [ 28 ] |
| ministr zemědělství, lesnictví a potravinářství                           | Dejan Židan           | od 5. 5. 2010                  | [ 28 ]        |
| ministr životního prostředí a plánování                                   | Karl Viktor Erjavec   | 21. 11. 2008 – 12. 2. 2010     | [ 29 ]        |
| ministr životního prostředí a plánování                                   | prof. dr. Roko Žarnić | od 12. 2. 2010                 | [ 30 ]        |
| ministr bez portfeje odpovědný za místní samosprávu a regionální politiku | Zlata Ploštajner      | 21. 11. 2008 – 12. 10. 2009    | [ 31 ]        |
| ministr bez portfeje odpovědný za místní samosprávu a regionální politiku | dr. Henrik Gjerkeš    | 22. 10. 2009 – 21. 12. 2010    | [ 4 ] [ 32 ]  |
| ministr bez portfeje odpovědný za místní samosprávu a regionální politiku | Duša Trobec Bučan     | 11. 1. 2011 – 18. 4. 2011      | [ 33 ] [ 34 ] |
| ministr bez portfeje odpovědný za místní samosprávu a regionální politiku | dr. Boštjan Žekš      | od 21. 4. 2011                 | [ 35 ]        |
| ministr bez portfeje odpovědný za rozvoj a evropské záležitosti           | mag. Mitja Gaspari    | od 21. 11. 2008                | [ 4 ]         |
| ministr bez portfeje odpovědný za zahraniční Slovince                     | dr. Boštjan Žekš      | od 21. 11. 2008                | [ 4 ]         |